# Vespasiano da Bisticci

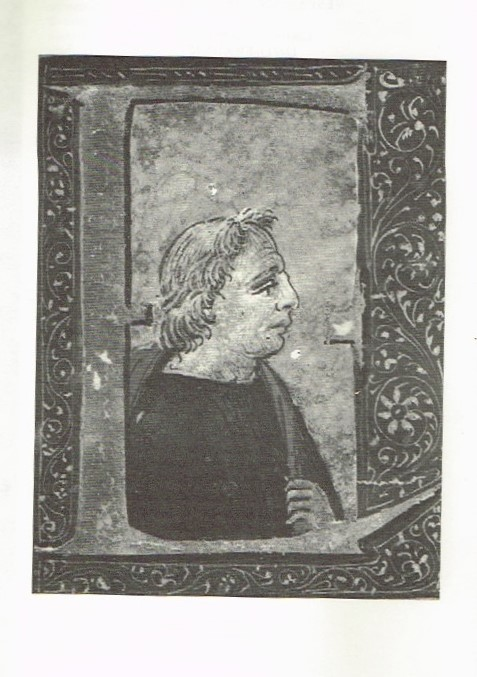
Vermoedelijk portret van Vespasiano

Vespasiano da Bisticci (1421–1498) was een Italiaanse humanist en librariër actief in Florence in de 15e eeuw.

## Biografie
Vespasiano werd geboren in de parochie van Santa Lucia in Bisticci (vandaag in de Commune di Rignano sull'Arno) als zoon van wolhandelaar Filippo di Leonardo en zijn vrouw donna Mattea. Vespasiano was het vierde kind en had twee oudere broers en een oudere zus. Na hem werden nog een zus en een broer geboren. Volgens dezelfde bron was de familie helemaal niet armtierig, integendeel, de oudere broer van Vespasiano was dokter en de familie bezat een boerderij in de buurt van Bisticci die verpacht werd. Vespasiano zou dus niet verplicht zijn geweest om in het boekbedrijf te gaan, maar zou dat uit eigen keuze hebben gedaan.

## Werk als librariër
We vinden Vespasiano terug in Florence waar hij in de buurt van het Palazzo del Bargello een boekhandel heeft en de activiteiten van librariër uitoefende. Wanneer Cosimo de' Medici besluit om een bibliotheek op te richten, die zal uitgroeien tot de Biblioteca Medicea Laurenziana, zal Vespasiano hem daarin adviseren en hem een systematische cataloog bezorgen van Tommaso Parentucelli, de latere paus Nicolaas V, die de basis zou vormen voor de nieuwe bibliotheek. In 22 maanden zou Vespasiano 200 volumes leveren aan Cosimo. Vespasiano zette hiervoor 25 kopiisten aan het werk.
Een bijzonder mooi werk uit zijn atelier is de Urbino-Bijbel. Deze Bijbel werd gemaakt voor Federico da Montefeltro, de hertog van Urbino, hij werd geschreven door Hugues de Comminellis de Mazieres. De verluchting werd uitgevoerd tussen 1476 en 1478 door verschillende kunstenaars waarbij schilders, fresco schilders en miniaturisten. De meeste miniaturen zijn van de hand van Francesco di Antonio del Chierico. Naast hem werkten ook Attavante degli Attavanti, de meester van de Hamilton Xenophon, Francesco Rosselli, Biagio d'Antonio, Bartolomeo di Giovanni en de broers David en Domenico Ghirlandaio. Vespasiano was trouwens de hoofdleverancier voor de bibliotheek van Federico.
Vespasiano zou in totaal 14 jaar besteden aan de uitbouw van de bibliotheek van Federico da Montefeltro. Hij organiseerde de bibliotheek op een vrij moderne manier en legde zelfs catalogi aan van werken in de Biblioteca Vaticana, van de bibliotheek van de Visconti's in Pavia en van de bibliotheek in Oxford.
Vespasiano had slechts een beperkte kennis van Latijn en was niet te beroerd om dat ook toe te geven. Hij was geen geoefend schrijver maar liet niettemin 103 biografieën van tijdgenoten na. Zijn manuscripten, die hijzelf beschouwde als voorbereidende nota's voor een Latijnse serie van biografieën, werden pas in 1839 herontdekt door kardinaal Angelo Mai, die ze in 1839 heeft uitgegeven. Deze levensbeschrijvingen geven goed de atmosfeer weer van het Firenze van de 15e eeuw en zijn tot op vandaag een bron over de sociale relaties, gedragingen en manieren en gebeurtenissen uit die tijd. Het lezen van de "Vite" zou Jacob Burckhardt aangezet hebben tot het schrijven van zijn belangrijkste werk Die Kultur der Renaissance in Italien. Naast deze "Vite" is van Vespasiano ook nog het werk Libro delle lodi e commemorazioni delle donne illustri bekend en hij heeft een rijke correspondentie nagelaten.
Einde 1478 of begin 1479 stopt Vespasiano zijn activiteiten, ontmoedigd door de oprukkende gedrukte boeken. Hij trekt zich terug op de boerderij die al eigendom was van zijn vader, in de parochie van Antella.

## Weblinks
- (it) Volledige tekst van Le Vite op BIVIO – Biblioteca Virtuale On-Line[dode link]
- (en) Biografie in Catholic Encyclopedia, 1913

- Bibsys: 4002901
- Biblioteca Nacional de España: XX1205911
- Bibliothèque nationale de France: cb13483940c (data)
- Catàleg d'autoritats de noms i títols de Catalunya: 981060888565806706
- CiNii: DA01731249
- Gemeinsame Normdatei: 118804308
- International Standard Name Identifier: 0000 0001 1029 8128
- Library of Congress Control Number: n88623098
- Nationale Bibliotheek van Letland: 000342530
- Bibliotheek van het Japanse parlement: 00835302
- Nationale Bibliotheek van Tsjechië: kup19960000008218
- Nationale bibliotheek van Australië: 35142865
- Nationale Bibliotheek van Israël: 987007278959905171
- Nederlandse Thesaurus van Auteursnamen: 071398155
- Réseau des bibliothèques de Suisse occidentale: 02-A000172339
- Istituto Centrale per il Catalogo Unico: CFIV006795
- SNAC: w68057c1
- Système universitaire de documentation: 03554208X
- Trove: 840622
- Union List of Artist Names: 500327610
- Virtual International Authority File: 76466245
- WorldCat: E39PBJjCQXKvVpXwHqVDCvWqwC